# Adriana Vega
Antonia López Arroyo, apodada artísticamente Adriana Vega (Madrid, 25 de febrero de 1960), es una actriz española de cine, teatro y televisión, conocida sobre todo por sus intervenciones entre finales de la década de los setenta y principios de los años 1990 en una treintena de películas de alto contenido erótico clasificadas dentro del denominado «cine de destape».
Tras el declive del género a mediados de la década de los ochenta ha intervenido en obras de teatro y series de televisión.

## Trayectoria

### De azafata de televisión a estrella del destape
Vega aparece por primera vez ante el gran público como azafata del concurso Destino Argentina, emitido por TVE de febrero a mayo de 1978, a raíz de lo cual «la revista del mundo del espectáculo» Party publica seis «fotos íntimas» de la joven.
En diciembre vuelve a salir en la pequeña pantalla, esta vez en el papel de «policía» del programa Sumarísimo, dirigido por Valerio Lazarov, junto a rostros tan populares por aquellos entonces como Manolo Codeso y Alfonso del Real o las también estrellas del destape Nené Morales, Silvia Aguilar y Taida Urruzola, con las dos últimas de las cuales ya había participado aquel mismo año en el rodaje de sus tres primeras películas: El violador y sus mujeres a la sombra de un recuerdo, Venus de fuego y Trampa sexual, dirigidas respectivamente por José Antonio Barrero, Germán Lorente y Manuel Esteba.
A partir de aquel momento su carrera artística se centra en una extensa serie de títulos como Historia de S y Las siete magníficas y audaces mujeres (1979), El liguero mágico y Viciosas al desnudo (1980), El sexo sentido, La masajista vocacional y Los liantes (1981), Una gallina muy ponedora (coproducción hispano-mexicana dirigida por Rafael Portillo en 1982), El Cid cabreador y Juana la Loca... de vez en cuando (1983), Cuatro mujeres y un lío (1985), ¡¡Esto sí se hace!! (1987), Jet Marbella Set (1991)…, en los que (a menudo de manera gratuita) protagoniza continuos desnudos parciales y/o totales, lo que la convierte en uno de los objetos de deseo más representativos de la llamada «Transición española».
A raíz del estreno de sus primeras cintas la revista Interviú publicó en mayo de 1979 (n.º 156) una serie de fotografías de la actriz totalmente desnuda, junto a las que se afirmaba que «Adriana Vega, esa criatura, tiene diecisiete años contados. Los hemos contado nosotros y nos han salido los diecisiete», cuando en realidad ya había cumplido dieciocho.
También por estos años se exhibe sin ropa alguna en la revista Lib de mayo de 1978 (n.º 83), en la que afirma que «He triunfado sin pasar por la piedra», así como en el Calendario Lib de las Estrellas de 1979 (mes de febrero) en el que comparte protagonismo con otras once artista del momento como Raquel Evans, Tania Ballester, Jenny Llada, Ángela Molina, etc.

### Década de los ochenta-actualidad
Desde mediados de la década de los ochenta se produce un descenso paulatino de su número de apariciones en la gran pantalla que se manifiesta en una mayor dedicación al mundo del teatro en el que había debutado seis años antes (1976) con la obra Siempre no es toda la vida del escritor y dramaturgo Santiago Moncada. Sobresalen en este sentido las comedias de Juan José Alonso Millán Revistas del corazón, interpretada en sus papeles principales por Analía Gadé y José Luis de Vilallonga, en la que según el crítico teatral del periódico ABC Lorenzo López Sancho «Adriana Vega está un poco excesiva, disuelta un poco en la leve tocata», y Juegos de sociedad con Flavia Zarzo, hija del también actor Manolo Zarzo, consideradas por Enrique Santos como «dos de las mejores actrices jóvenes de España».
En todo caso entre 1989 y 1993 intervino en el rodaje de cinco nuevas películas entre las que cabe destacar Trampa infernal, un filme mexicano de terror estrenado en 1989, Jet Marbella Set de Mariano Ozores (1991) o La noche del ejecutor dirigida por Paul Naschy en 1992.
De 1996 a 2008 apareció en las series de televisión Hostal Royal Manzanares (1996-1997) en la que interpreta a Magda, una mujer madura y soltera pero que conserva todavía un enorme atractivo para los hombres, El comisario (2007) y Hospital Central (2008) en el papel de Ángela.
Desde entonces permanece alejada por completo de la actividad artística.

## Filmografía (1978-1993)
| Año  | Título                                               | Personaje           | Director                     |
| ---- | ---------------------------------------------------- | ------------------- | ---------------------------- |
| 1978 | El violador y sus mujeres a la sombra de un recuerdo | Merche              | José Antonio Barrero         |
| 1978 | Venus de fuego                                       | Pilar               | Germán Lorente               |
| 1978 | Trampa sexual                                        | Marta               | Manuel Esteba                |
| 1979 | Historia de 'S'                                      | Clara               | Francisco Lara Polop         |
| 1979 | El caminante                                         | María               | Paul Naschy                  |
| 1979 | Las siete magníficas y audaces mujeres               | Chica lee periódico | Darío Herreros               |
| 1980 | El liguero mágico                                    | Alicia Cazorla      | Mariano Ozores               |
| 1980 | Viciosas al desnudo                                  | Hippy 1             | Manuel Esteba                |
| 1980 | Despido improcedente                                 | Hija de Don Alberto | Joaquín Luis Romero Marchent |
| 1981 | El sexo sentido                                      | Patricia Fría       | Rogelio A. González          |
| 1981 | La masajista vocacional                              | Eva                 | Francisco Lara Polop         |
| 1981 | El último harén                                      |                     | Sergio Garrone               |
| 1981 | Los liantes                                          | Dolores             | Mariano Ozores               |
| 1981 | Cariñosamente infiel                                 | Ana                 | Javier Aguirre               |
| 1982 | Una gallina muy ponedora                             |                     | Rafael Portillo              |
| 1983 | Juana la Loca… de vez en cuando                      | Zoraida             | José Ramón Larraz            |
| 1983 | El Cid cabreador                                     | Paquita             | Angelino Fons                |
| 1984 | Al este del Oeste                                    | Margaret Rose       | Mariano Ozores               |
| 1984 | Hombres que rugen                                    | Deborh Dalbes       | Ignacio F. Iquino            |
| 1985 | Atrapados en el miedo                                | Laura               | Carlos Aured                 |
| 1985 | El recomendado                                       | Luisa               | Mariano Ozores               |
| 1985 | Cuatro mujeres y un lío                              | Manuela             | Mariano Ozores               |
| 1987 | Esto sí se hace                                      | Adela               | Mariano Ozores               |
| 1989 | Trampa infernal                                      | Viviana             | Pedro Galindo                |
| 1991 | Jet Marbella Set                                     | Paloma              | Mariano Ozores               |
| 1992 | La noche del ejecutor                                |                     | Paul Naschy                  |
| 1992 | Gata por liebre                                      | Doncella            | René Cardona                 |
| 1993 | El tío del saco y el inspector Lobatón               |                     | Juan José Porto              |